# 浦上教會
浦上教會（日语：／ Urakami kyōkai */?），通稱浦上天主堂（／ Urakami tenshudō），是位於日本长崎市的天主教教堂，以无原罪圣母為主保。1914年完工，1945年因長崎核爆被毀，1959年重建，1962年成为天主教长崎总教区的主教座堂，現今已成為長崎市的著名景點。目前堂區所屬教友總數約7千人，在日本名列前茅。

## 历史

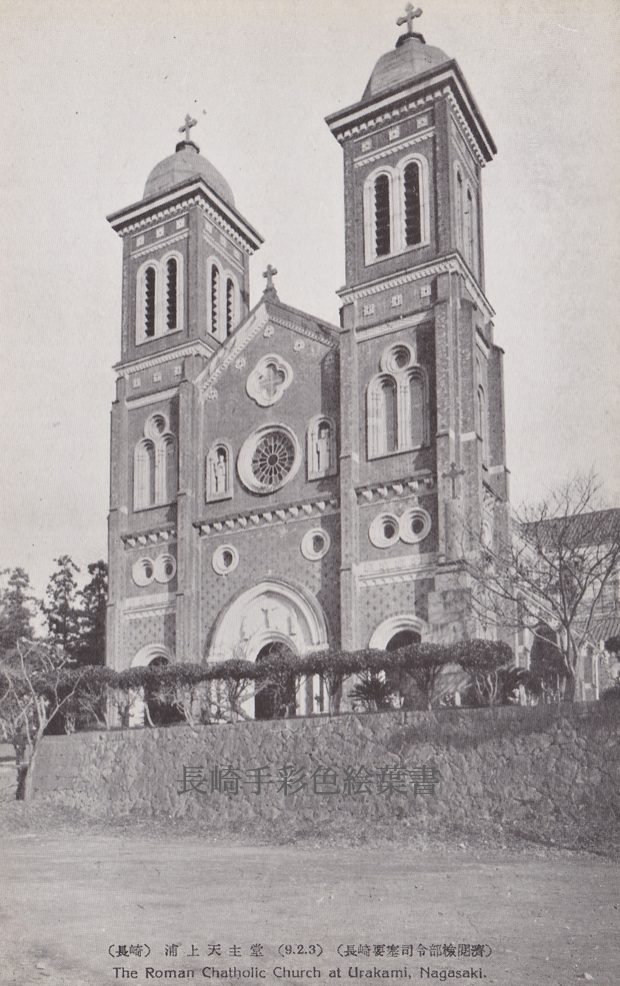
原子彈爆炸前的浦上天主堂

浦上天主堂原是一座砖砌羅曼復興式建築，建于1895年2月。 
1865年，法国神父貝爾納·佩蒂讓发现几乎全体浦上村民均为岛原之乱后隐匿下来的天主教徒。1869年和1873年之间，有超过3600名村民遭到驱逐。在流亡的7年期间，有650人死亡。1873年，受迫害的隐藏基督徒回到他们的家乡，决定建立自己的教堂。他们购买的土地，是在两个世纪中曾经遭受屈辱盘问的地方。一年一度的「踏繪」要求践踏圣母像或耶稣像。他们认为这个地方是纪念长期迫害的适当地点。建筑由Francine神父始建。两座钟楼高64米，建于1875年。到1925年完成时，为东亚最大的天主教堂。
1945年8月9日，美國陸軍航空軍對長崎進行原子彈轟炸，在浦上一帶引爆，将距离原爆點仅有500米的教堂彻底摧毁。当时许多基督徒正聚集在教堂举行弥撒，庆祝聖母升天節，由于射线和倒塌的石头而全部身亡。1945年10月，原子彈爆炸後不久，長崎醫科大學名譽教授、長崎市議會議員國友鼎在市議會上就被原子彈爆炸的大教堂遺址的保存發表了講話，他說：「我們對爆炸造成的損失負責。『我們必須詳細記錄之後發生的事情……』並呼籲保存。」1949年4月，長崎市原子彈保存委員會”成立。
1946年5月，自被爆的天主堂中清除瓦礫並加以整備，建立了臨時教會。部分外牆廢墟則應原爆資料保存委員會等單位的請求，作為原貌的被爆遺構予以暫時保存。12月15日，新天主堂落成（建築面積171坪，木造平屋建，最多可容納約2,000人）。當日舉行感恩彌撒，長崎縣知事杉山宗次郎亦到場參與。

### 原爆遺構的保存問題
1945年8月9日原子彈爆炸後，浦上地區幾近全毀。浦上天主堂的正面外牆雖受損，仍勉強殘存，但整體教堂建築幾近崩毀。
天主堂遺構是否應予重建或保存，自戰後初期即產生分歧意見。1945年10月，長崎醫科大學名譽教授、同時為長崎市議會議員的國友鼎，便在市議會主張應如同保存龐貝遺址一般，將包括浦上天主堂在內的長崎市原爆遺跡保存下來，做為人類對此災難的歷史記錄。
1949年4月，長崎市成立「原爆保存委員會」。
與此同時，許多倖存的浦上信徒則盼望能在原址重建天主堂。據報導，自原爆兩個月後，約有一千名信徒仍於教堂廢墟周圍搭建簡陋避難所生活，每週於廣場上由大浦天主堂派遣神父主持彌撒。1946年12月，臨時小禮拜堂竣工，1949年5月更舉辦了聖方濟·沙勿略來日四百週年紀念彌撒，吸引約1萬5千人參加，浦上天主堂遂成為信仰與祈禱的重要象徵。
1955年5月，因第五福龍丸事件引發日本社會反核與反美情绪高漲。長崎大司教山口愛次郎赴美尋求重建資金時，據傳美方提出「須拆除天主堂遺構」作為資助條件之一。同年，長崎市亦與美國明尼蘇達州的聖保羅市締結為日美首對姊妹市。儘管當時市長田川務原支持保存遺構，他在訪美返國後立場大變，1958年在市議會中明言「原爆必要性的爭論尚未定論，教堂廢墟未必具有保留價值，亦無意投入大量市費予以保存」，並決定拆除教堂遺構。
信徒組成的「浦上天主堂再建委員會」明確表示，計畫於原址以信徒捐款重建。1958年1月，此計畫曝光。原爆資料保存委員會則提議於他處興建新堂，以保存原址遺構。然而，山口大司教強調該地原為江戶時代信徒遭強迫踏繪的庄屋宅邸，後歷經多方努力才取得土地，對信徒具有重大意義，絕不接受遷建。最終，因浦上教會與市政府均選擇重建，原天主堂廢墟遭全面拆除。現今，浦上教會信徒會館二樓設有資料室，展出於重建時發掘之聖母像、聖杯、玫瑰念珠等被爆遺物，免費開放參觀。雖部分遺構保留，但未能如同廣島原爆圓頂館」（原廣島縣產業奨勵館）般完整保存，這一錯失至今仍引發許多惋惜。
2018年6月30日，「長崎與天草地方的潛伏基督徒相關遺產」被聯合國教科文組織列為世界遺產，大浦天主堂被承認，但重建的浦上天主堂不包括在內。

天主堂及浦上市區廢墟，攝於1945年
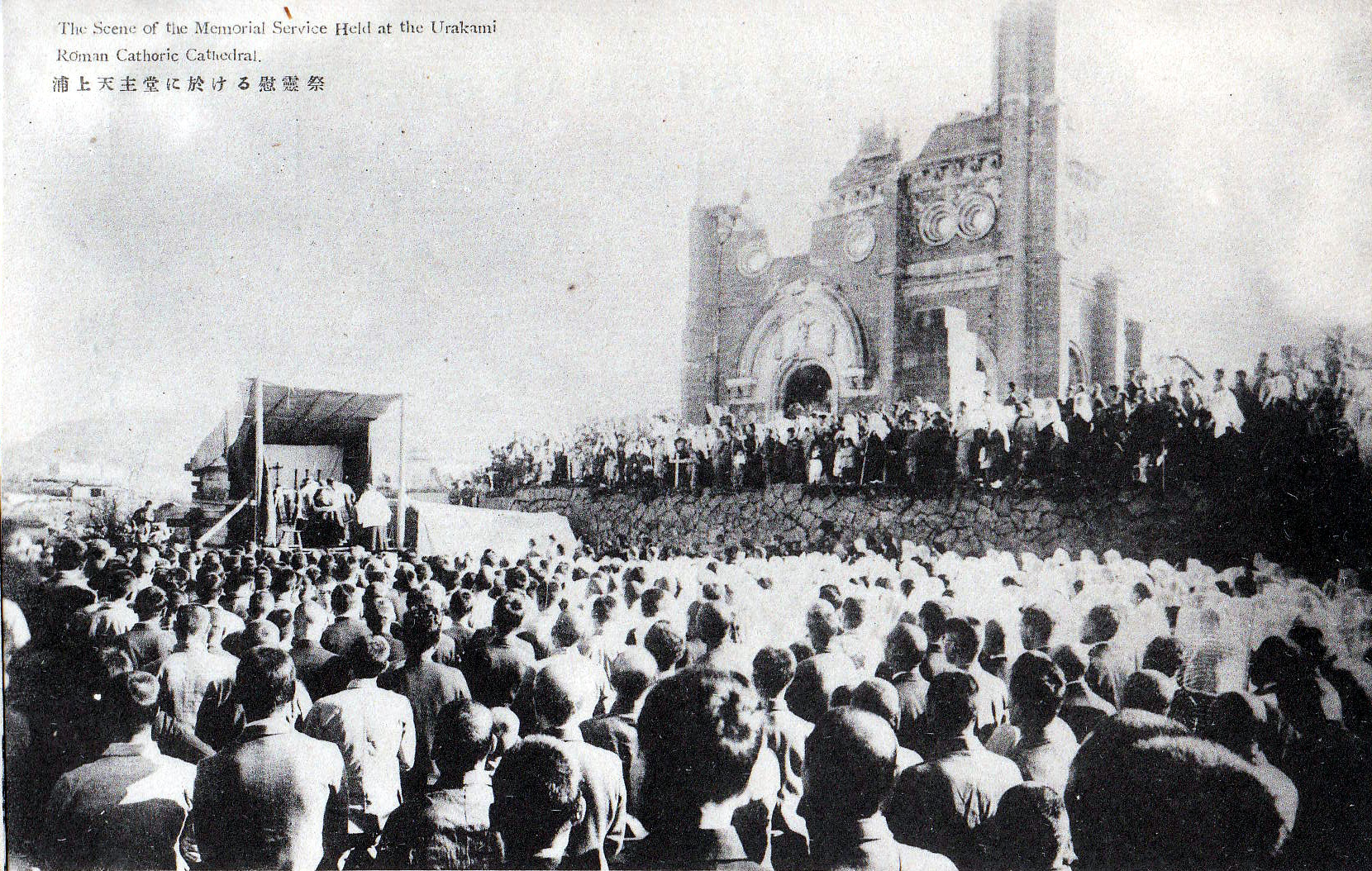
大教堂的追思會（1945年11月23日）
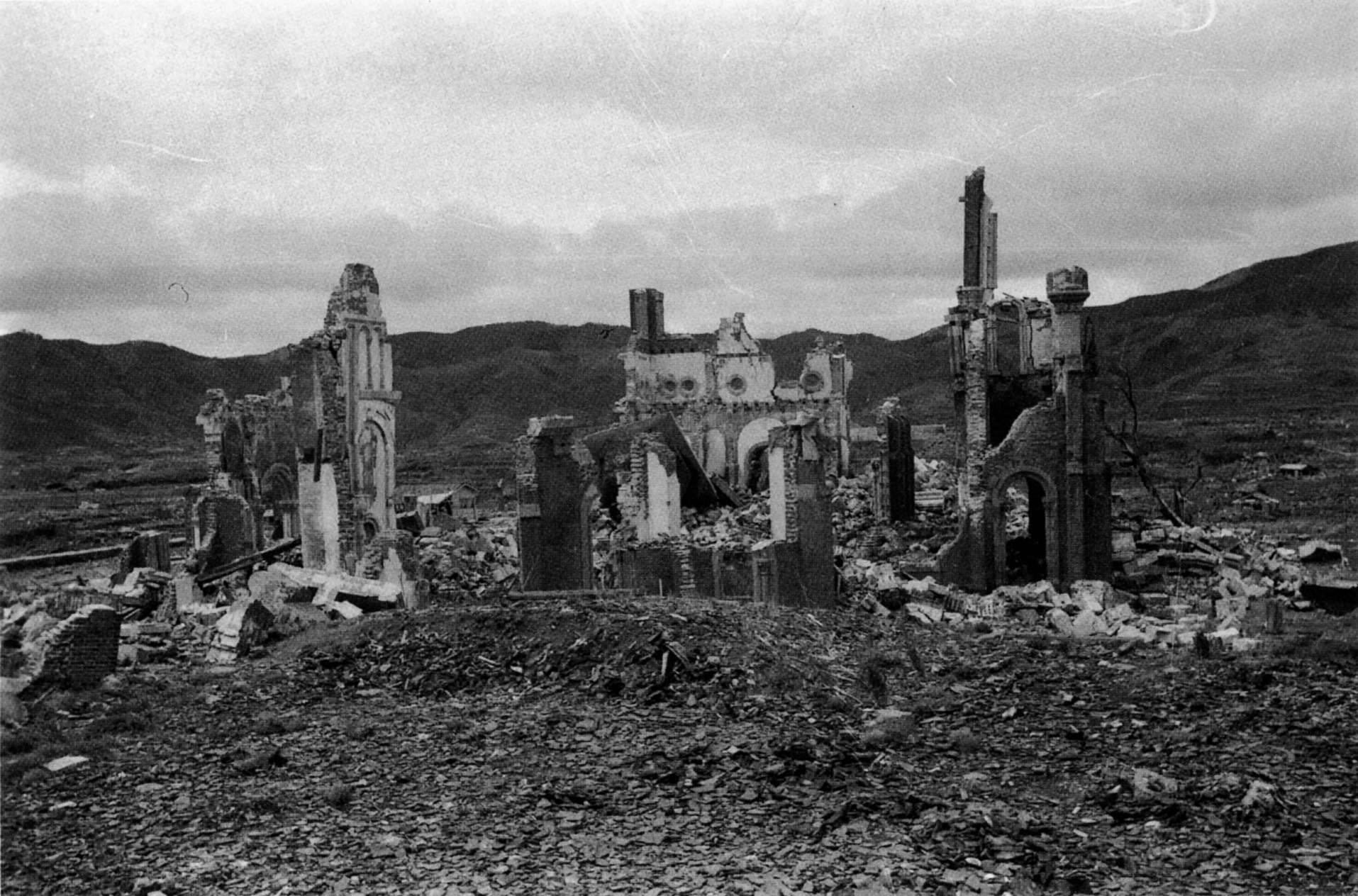
浦上天主堂全景（1946年，山端洋介拍攝）
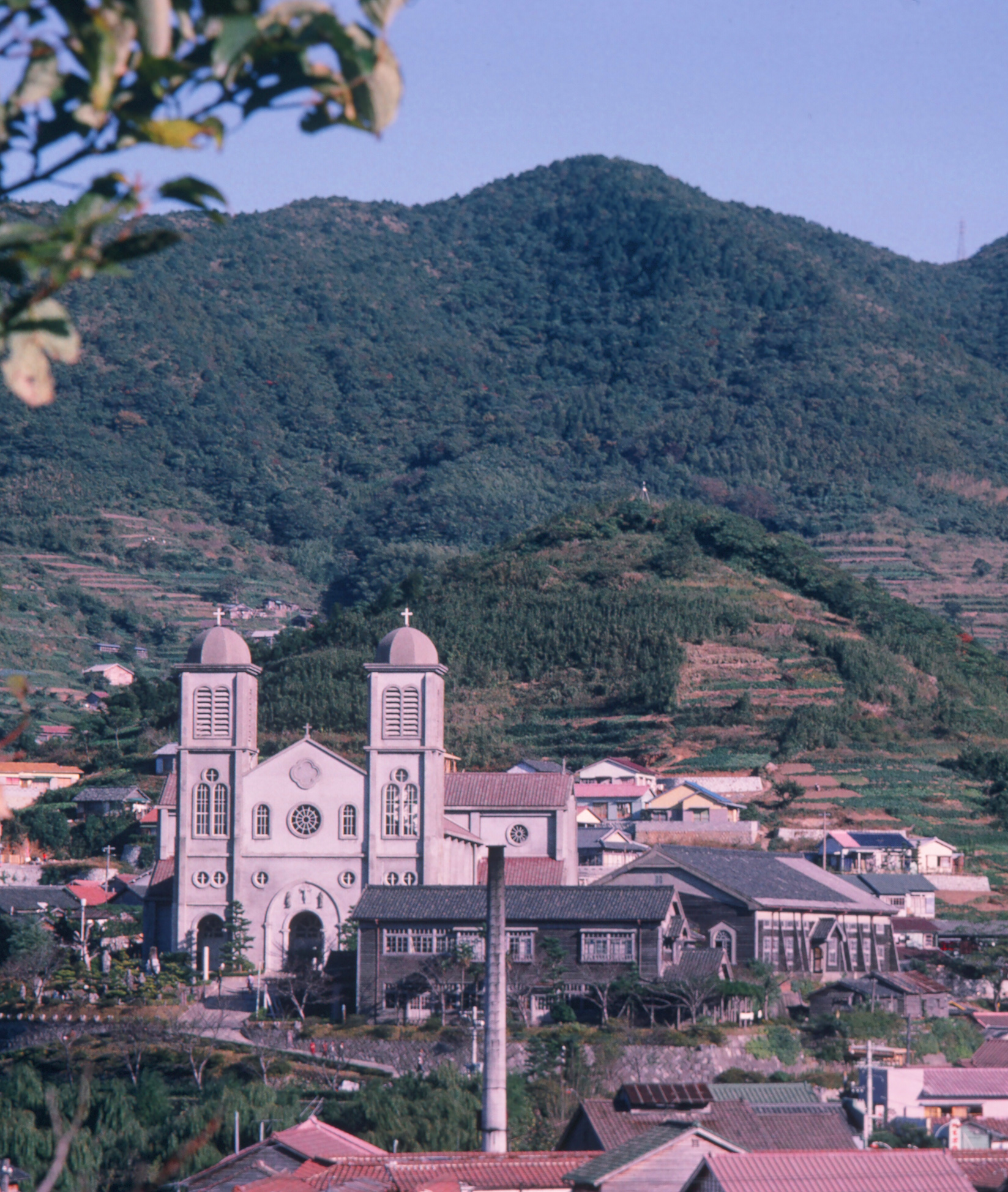
重建後的浦上教會（1964年拍攝）
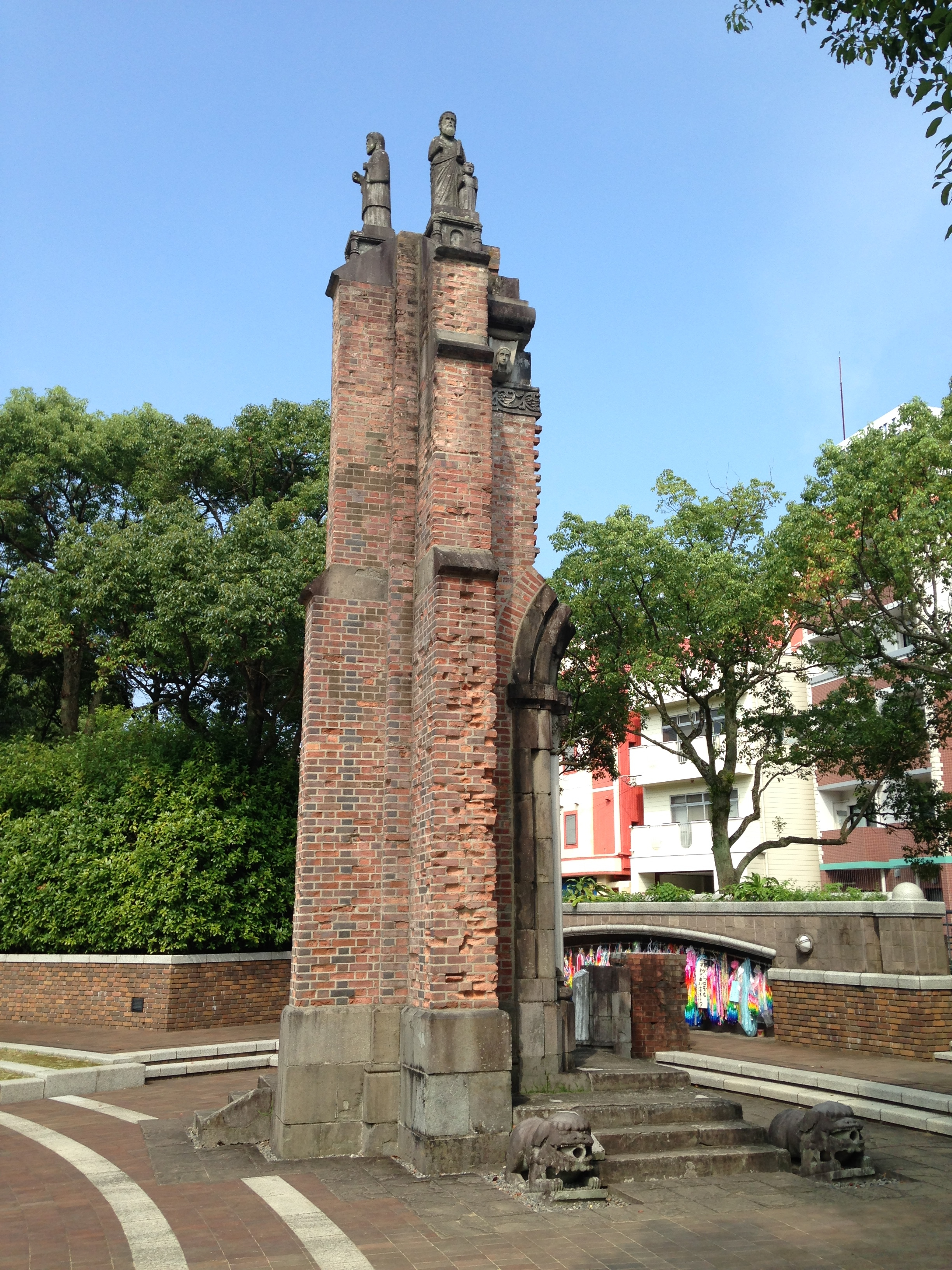
遷移於和平公園的教堂遺構

## 原爆遺骸

### 被爆聖母像

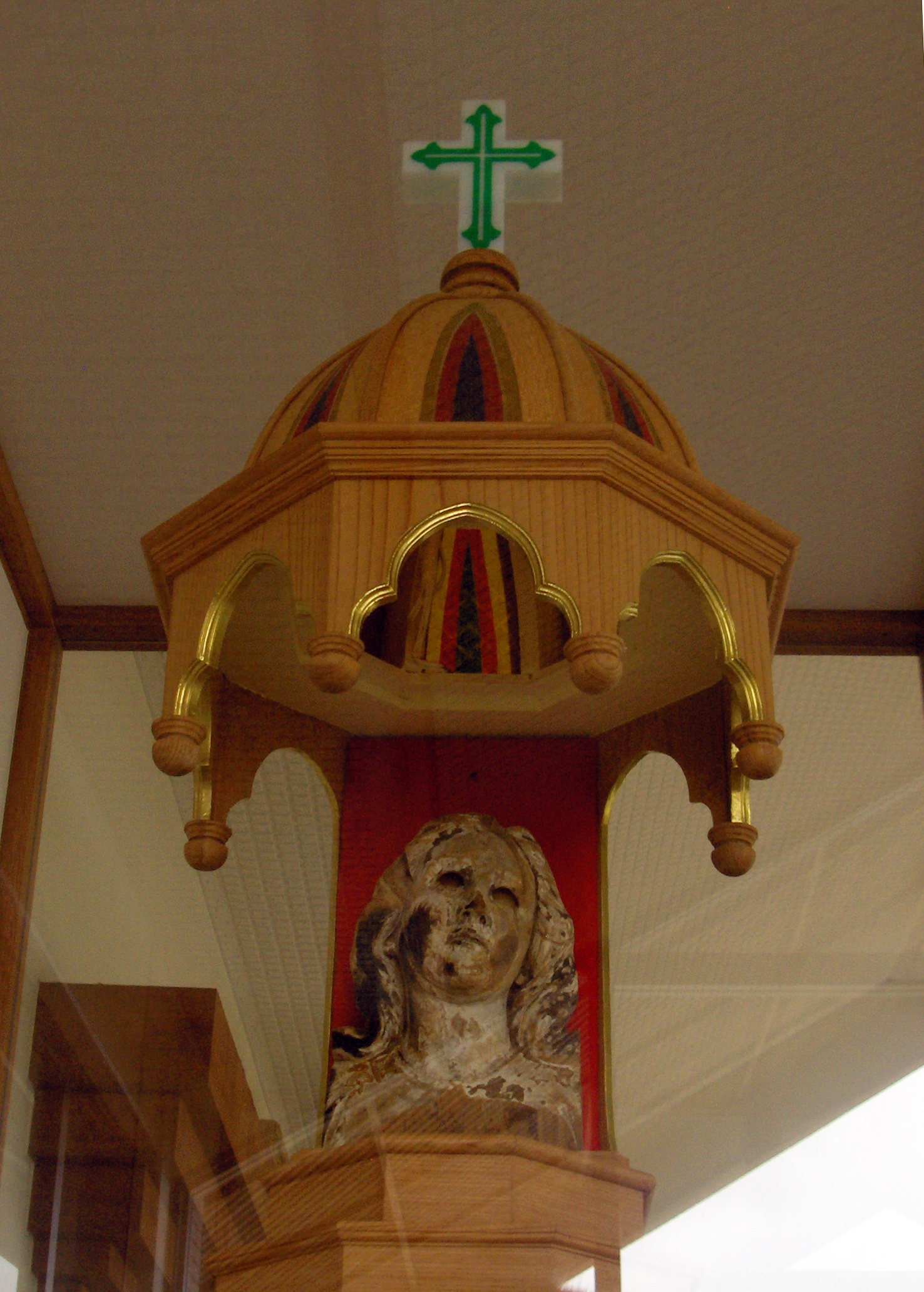
聖堂內展示的被爆聖母像（2009年6月）

1929年，聖堂祭壇上安置了一尊木製的聖母瑪利亞像，其設計據信取材自巴托洛梅·埃斯特萬·牟利羅的名作《圣母无染原罪》。原子彈投下後，浦上天主堂倒塌。戰後，出身浦上的嚴律熙篤會神父野口嘉右衛門在瓦礫中發現了這尊聖母像的頭部，遂被稱為被爆聖母像（被爆マリア像）。之後由苦修會大修道院與純心女子短期大學（現長崎純心大學）教授片岡彌吉保管，最終於1990年歸還浦上天主堂。
浦上天主堂原展示其複製品，2000年，原件由皆被爆者之一的木工西村勇夫修復，並修建了供奉聖母像的祭壇。2005年8月9日小聖堂竣工後，教堂向公眾公開展示原件。
該像曾於1985年與2010年兩度前往梵蒂岡，第二次時接受教宗本篤十六世的祝福。目前亦有推動將此像登錄為世界遺產的運動。

### 鐘樓

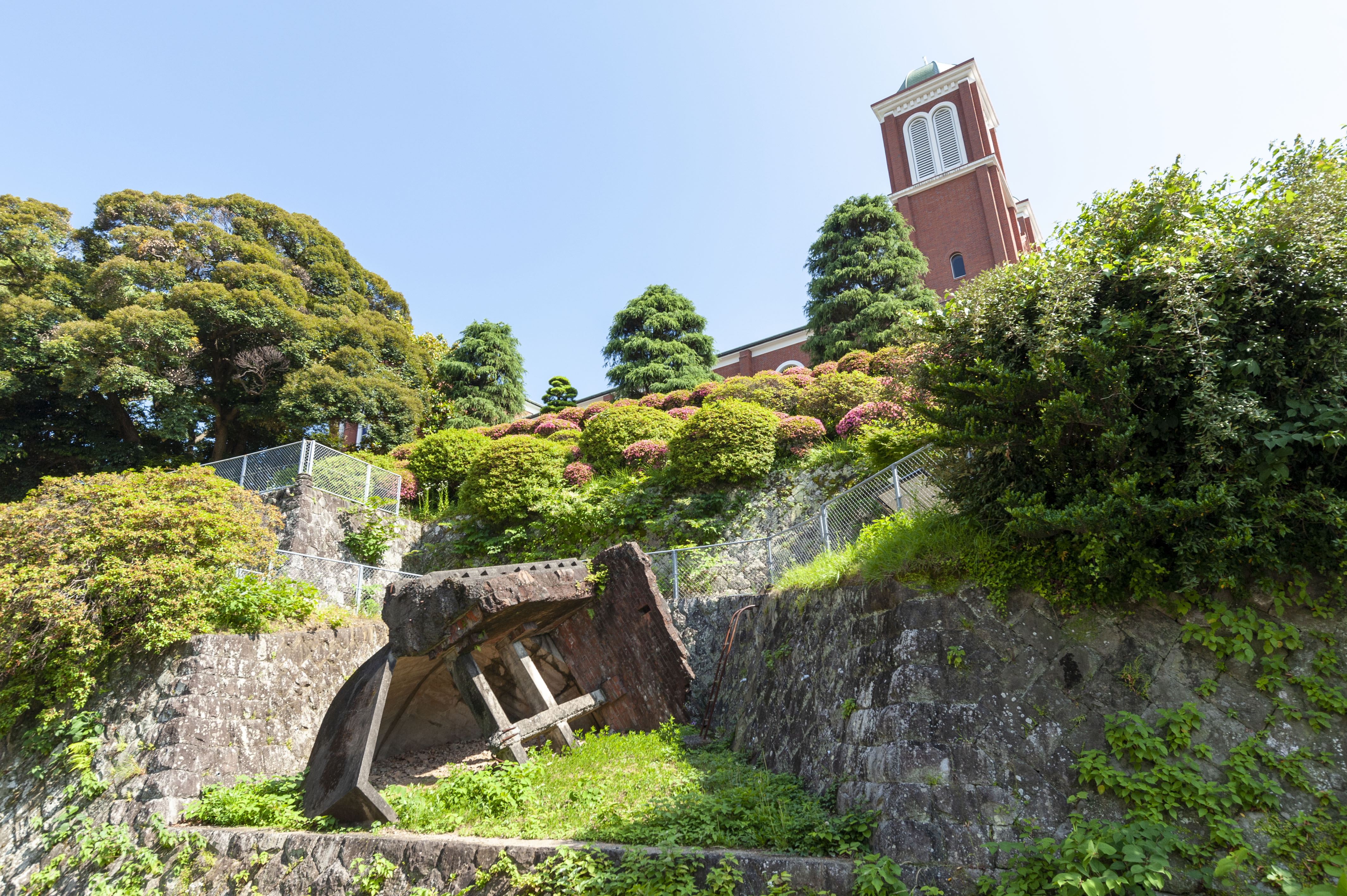
鐘樓遺骸

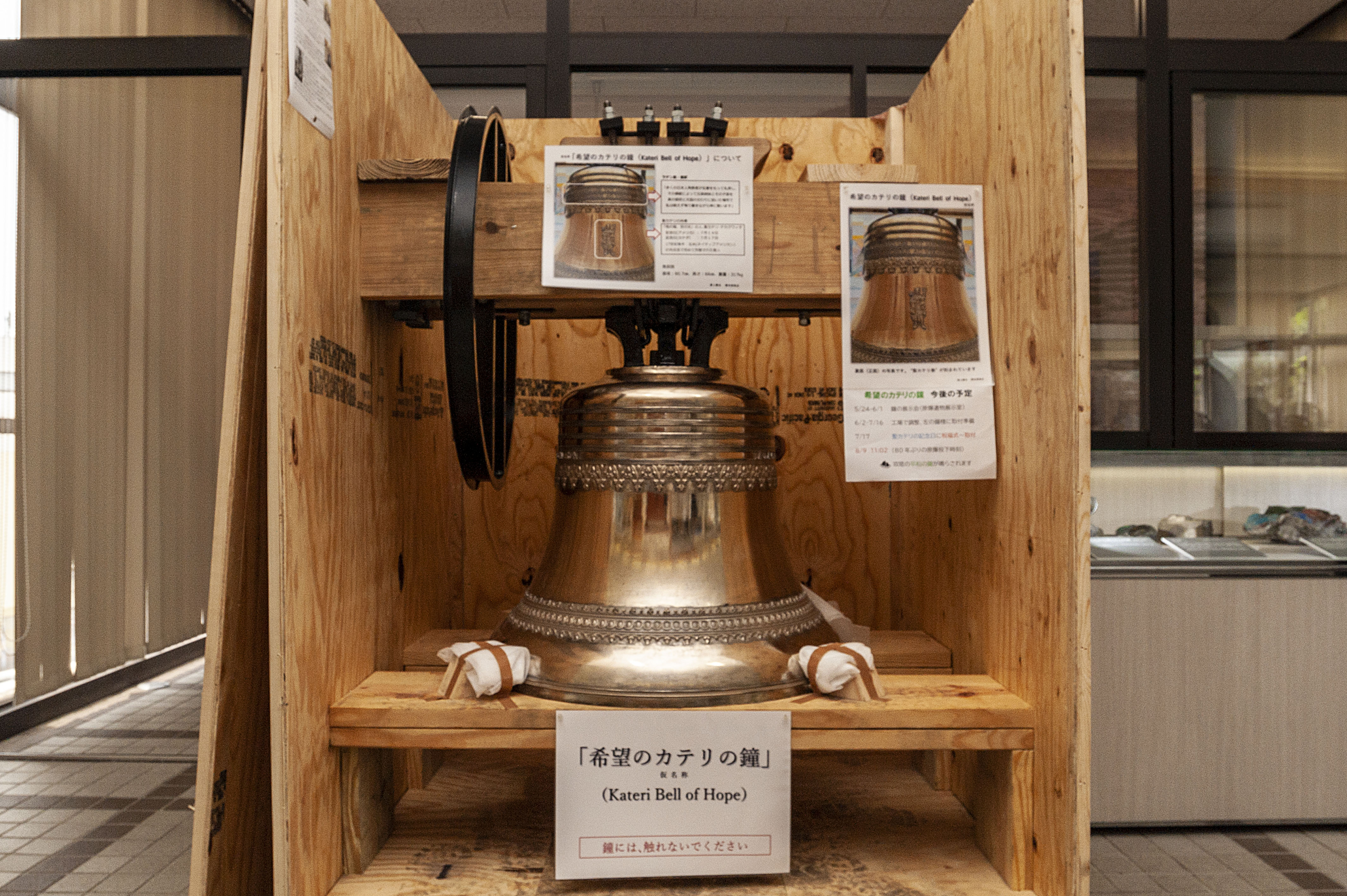
2025年奉獻的小鐘「希望的聖卡特莉之鐘」

教堂內的大鐘亦稱「安吉拉的鐘」（アンジェラスの鐘）或「長崎之鐘」。舊聖堂鐘樓於1925年完工。原爆造成聖堂倒塌時，北側鐘樓被炸飛，落於約30公尺外的地面，迄今仍保存在原地。原落點原為小川，現已改道保存於陸地上。此為舊堂所遺留唯一遺構，依長崎市「被爆建築等等級分類」，列為最高等級A級。
原鐘樓內設置的小鐘在爆炸中被完全毀壞；而南側鐘樓所懸掛的大鐘，則在瓦礫中被發現時幾乎毫髮無損，並於1945年12月24日的聖誕彌撒中再次敲響。這口大鐘因永井隆所著的《長崎之鐘》，及其改編的同名電影與主題曲而廣為人知。此鐘至今仍會於每年8月9日舉行的長崎原爆犧牲者慰靈和平祈念式典中鳴響，作為追思與和平的象徵。
戰後重建後，原浦上天主堂僅存大鐘持續使用。被炸毀的小鐘殘件則被保存並展示於教堂內的禮堂中。
2025年5月，來自美國的天主教信徒捐贈了一口依據原樣復原的小鐘複製品。這口鐘以與原鐘相同的青銅製成，直徑超過80公分，高約60公分，忠實還原了其外觀與尺寸。這項捐贈計畫由一位美國大學教授倡議發起，其祖父曾參與曼哈頓計畫。該教授號召天主教信眾捐資支持，並於7月17日舉行了鐘的祝福儀式。這口新鐘被命名為「希望的聖卡特莉之鐘」，預定將於8月9日——原爆投下80週年紀念日當天首次敲響。

### 被爆十字架與其他遺構
2019年，一座原本由美國研究機構保存的木製十字架，被正式歸還給浦上天主堂。據美國西北大學文化人類學教授宮崎弘一（Hirokazu Miyazaki）介紹，該十字架由俄亥俄州威爾明頓大學和平資源中心（Peace Resource Center of Wilmington College）收藏。根據美國前海軍士兵沃爾特·G·胡克（Walter G. Hook，2010年逝世，享壽97歲）的證言，他於1945年10月、戰爭結束後不久駐紮長崎，並在浦上天主堂的廢墟中發現了這座十字架。當時他與長崎教區主教山口愛次郎（Yamaguchi Aijiro）交情深厚，主教便將該十字架轉交給胡克保管。胡克隨後將其寄回美國老家，由其父母保管多年。

### 聖阿格妮絲像
聖堂內另有一尊石雕的圣阿格尼丝像，1945年原爆時亦遭破壞。該雕像受損嚴重，頭部與雙手脫落，但躯幹部分仍完好。此像目前也由長崎原爆資料館收藏，作為展示原爆對信仰建築與藝術品造成破壞的歷史見證

### 瑪利亞十五玄義圖
此圖為描繪玫瑰经中「十五玄義」（歡喜、痛苦與光榮三大奧蹟）之圖像群，共15幅，原懸掛於浦上天主堂內。這些圖像由日本畫家高田正雄繪製，屬於融合和洋風格的宗教藝術。原作於原爆時受損，多數圖像部分燒毀，但仍有部分殘存。現存之圖亦由長崎原爆資料館典藏保存。

## 圖片

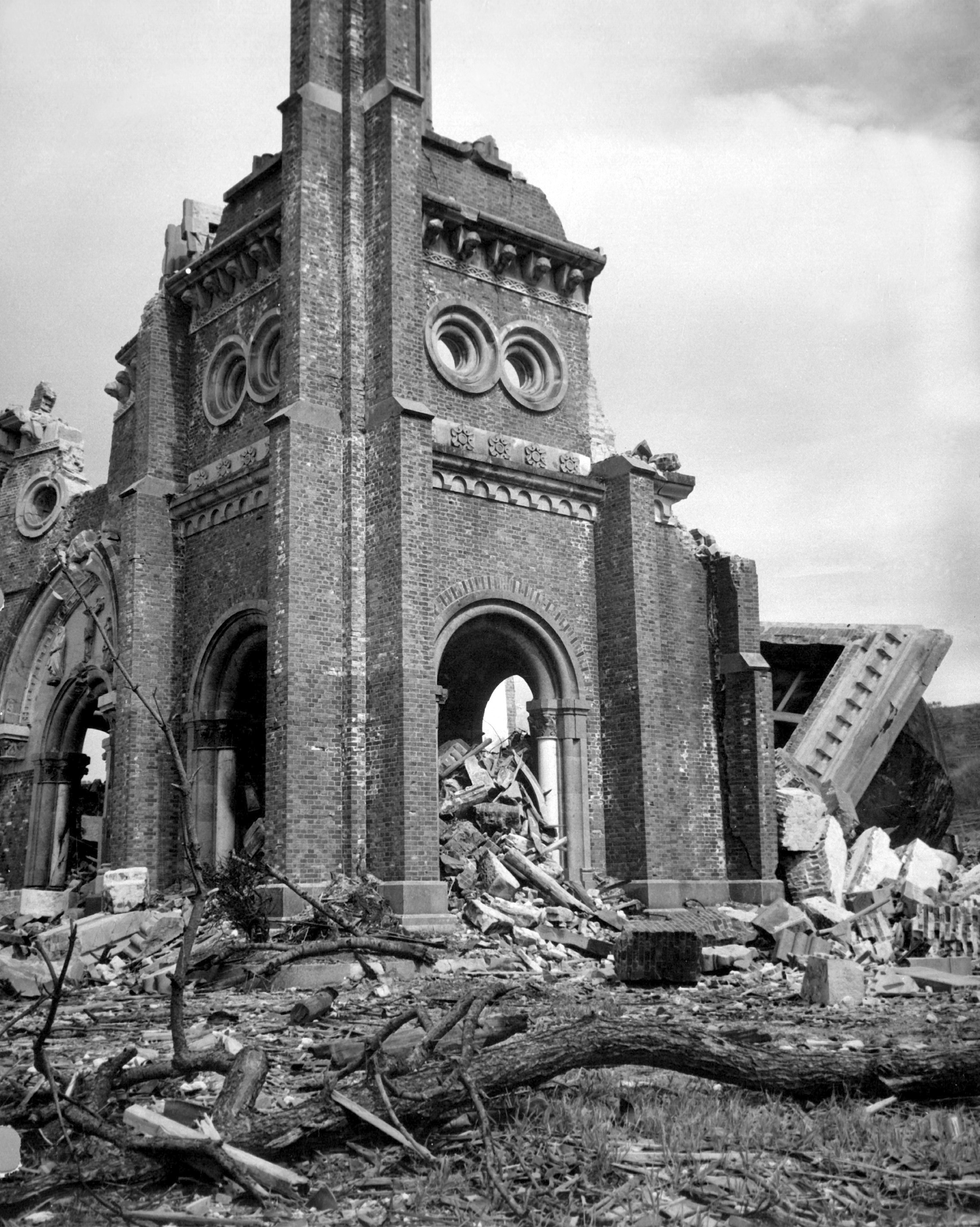
摄于1945年9月8日
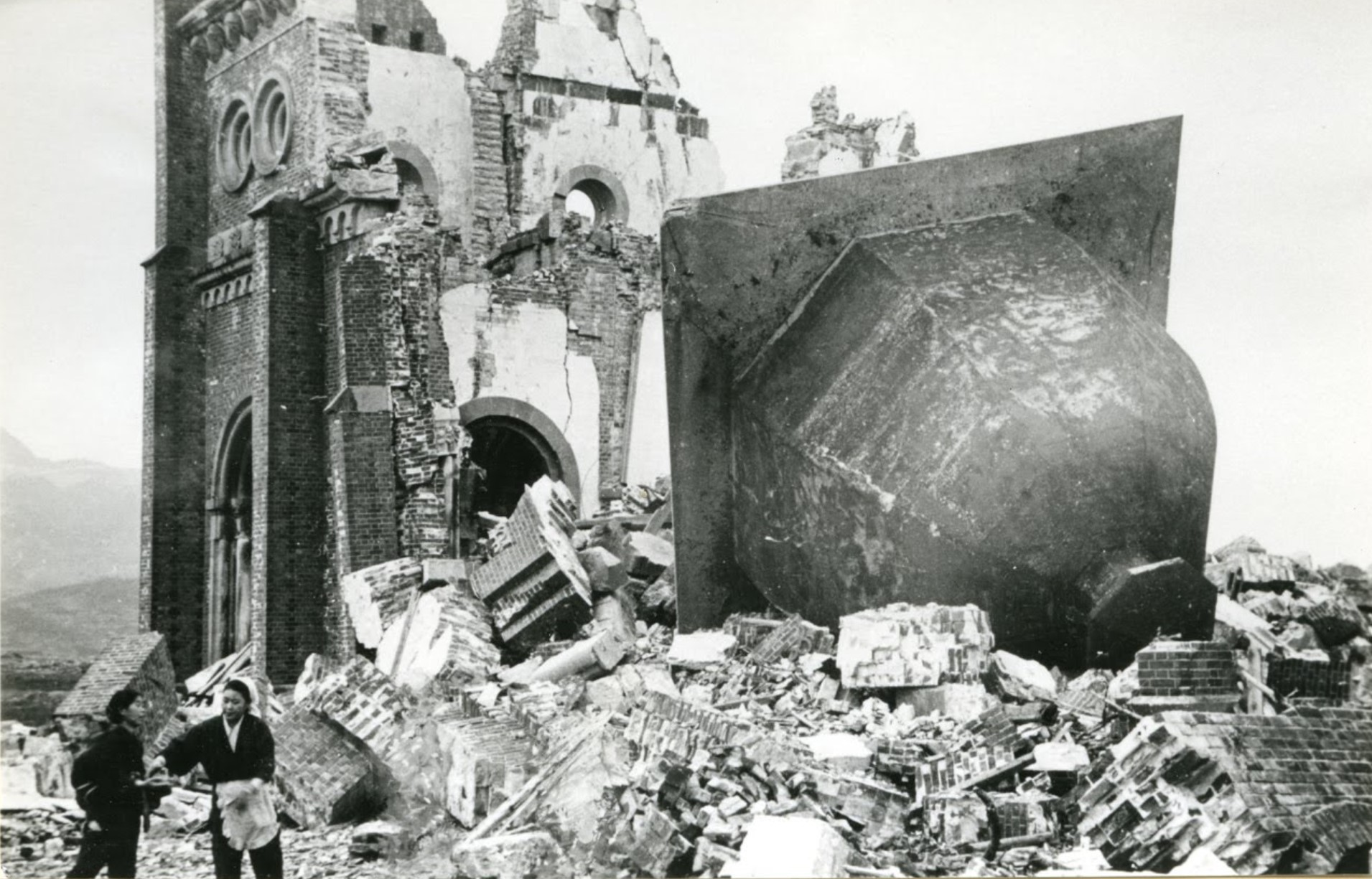
摄于1946年1月7日
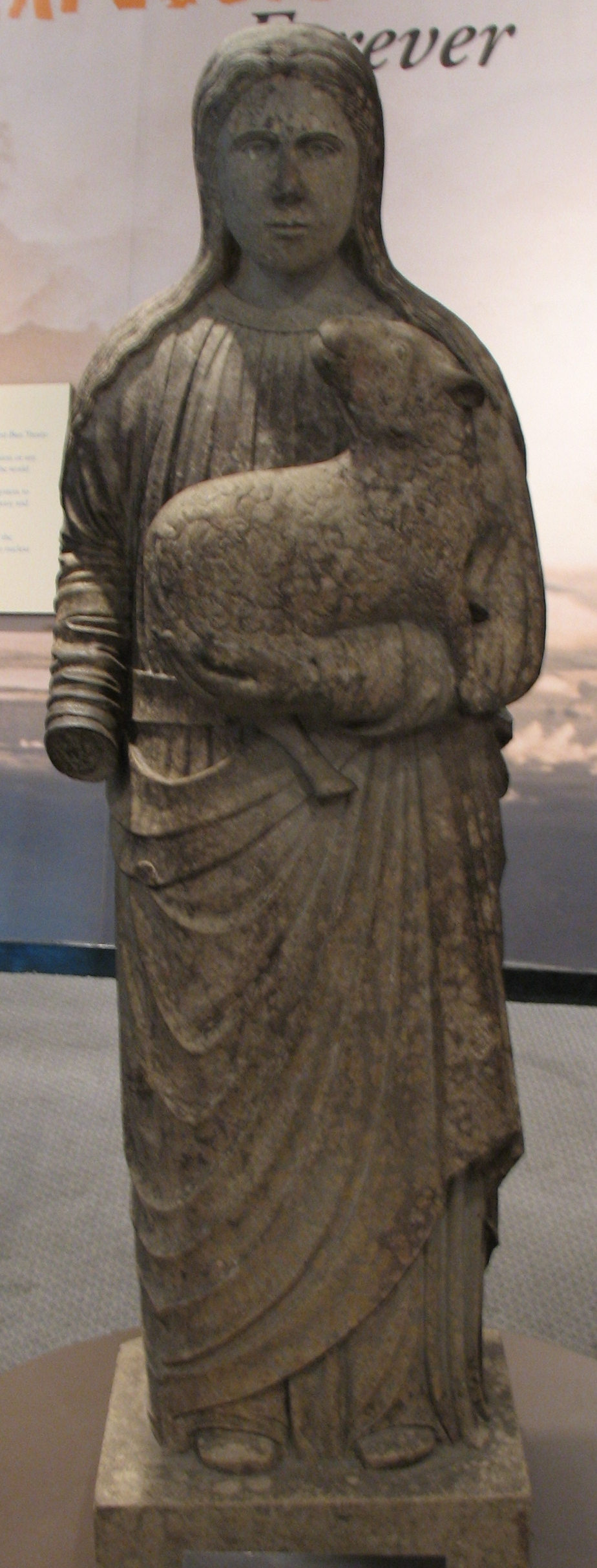
被爆的圣阿格尼丝像，展出于联合国总部
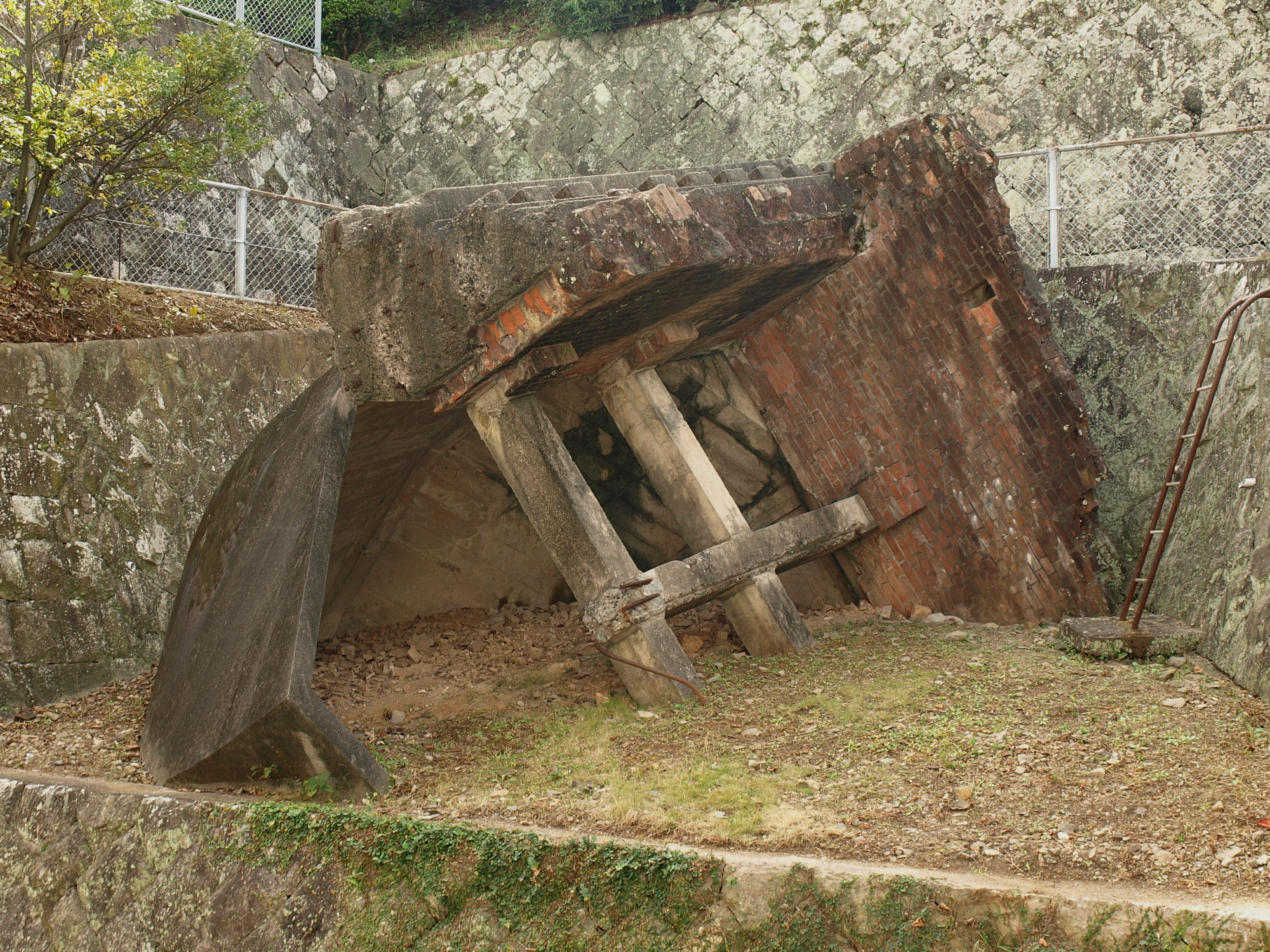
被毁的钟楼遗址

### 引用
1. ↑  .   [2015-11-16]. （原始内容存档于2020-01-28） （日语）.
2. 1 2 3  「原爆と防空壕」刊行委員会 2012，第107頁.
3. 1 2 3  「原爆と防空壕」刊行委員会 2012，第108頁.
4. ↑  . www.archives.gov. NARA. 1947  [2025-05-31]. （原始内容存档于2025-05-17）.
5. 1 2  . 毎日新聞社: 182. 1947  [2025-06-17]. doi:10.11501/1123524.
6. ↑  NARA、id23793，第441-446sec頁(影片開始7分21秒～26秒，顯示浦上天主堂影像)
7. ↑  . www.archives.gov. NARA. 1946  [2025-05-31].
8. ↑  . www.archives.gov. NARA. 1947  [2025-05-31].
9. ↑  NARA、id204836909，第1頁.
10. ↑  NARA、id23795，第152-165sec頁(影片開始2分32秒～2分45秒，顯示建築內部崩塌情形)
11. ↑  . Yuta Nippō (Salt Lake City, UT), 1949.06.08: 03.   [2025-06-15].
12. 1 2  . Hawai Hōchi (Honolulu, HI), 1958.01.25: 01.   [2025-06-16].
13. ↑  Ando）ハフポスト日本版の記者（2013年4月から2023年7月まで）, 安藤健二（Kenji. . ハフポスト. 2018-08-09  [2025-08-04] （日语）.
14. ↑  . www.archives.gov. アメリカ国立公文書館資料. 1945  [2025-05-25]. （原始内容存档于2025-05-27）.（動画開始8分～8分35秒。至近距離で撮影した浦上天主堂）
15. ↑  . 朝日新聞. 2022-08-17  [2025-08-04] （日语）.
16. ↑  . NBC長崎放送. 2022-07-27  [2025-08-04]. （原始内容存档于2022-08-15） （日语）.
17. ↑  . Hawai Hōchi (Honolulu, HI), 2005.08.08: 04.   [2025-06-16].
18. ↑  . MSN毎日インタラクティブ. 2005-08-04  [2022-09-23]. （原始内容存档于2005-08-06）.
19. ↑  . FNNプライムオンライン. 2020-08-15  [2025-08-04].
20. ↑  .   [2025-08-04]. （原始内容存档于2025-01-14）.
21. ↑  . 長崎新聞：NAGASAKI PEACE SITE. 2001-4-13  [2013-06-24]. （原始内容存档于2016-03-05）.
22. ↑  . 共同通信. 2002-9-28  [2013-06-24]. （原始内容存档于2015-09-11）.
23. ↑  . 中日新聞Web.   [2025-08-04]. （原始内容存档于2021-08-02） （日语）.
24. ↑  . 毎日新聞.   [2025-08-04]. （原始内容存档于2025-06-04） （日语）.
25. ↑  . Hawai Hōchi (Honolulu, HI), 1955.08.09: 01.   [2025-06-15].
26. 1 2  . Hawai Hōchi (Honolulu, HI), 1983.03.10: 04.   [2025-06-15].
27. ↑  .   [2025-07-09].
28. ↑  「原爆と防空壕」刊行委員会 2012，第192頁.
29. ↑  . Hawai Hōchi (Honolulu, HI), 1981.08.08: 01.   [2025-06-15].
30. ↑  . Hawai Hōchi (Honolulu, HI), 1954.02.19: 12.   [2025-06-15].
31. ↑  . 2021-07-14  [2025-05-15]. （原始内容存档于2025-06-04） （日语）.
32. ↑  . Hawai Hōchi (Honolulu, HI), 1975.08.09: 01.   [2025-06-15].
33. ↑  . Hawai Hōchi (Honolulu, HI), 1972.08.09: 01.   [2025-06-15].
34. ↑  . 毎日新聞.   [2025-08-04] （日语）.
35. ↑  . 沖縄タイムス＋プラス. 2025-05-15  [2025-08-04]. （原始内容存档于2025-05-15） （日语）.
36. ↑  . 日本放送協会. 2025年3月22日  [2025年7月26日].
37. ↑  日本テレビ. . 日テレNEWS NNN.   [2025-07-18]. （原始内容存档于2025-07-18） （ja-JP）.
38. ↑  . 日本放送協會. 2025年7月17日  [2025年7月26日]. （原始内容存档于2025年7月17日）.
39. ↑  . Yahoo!ニュース.   [2025-05-15] （日语）.
40. ↑  日本放送協會. . NHKニュース. 2025-05-15  [2025-05-15].
41. ↑  . 長崎新聞社. 2019-06-16  [2025-08-04] （日语）.
42. ↑  . クリスチャントゥデイ. 2025-08-04  [2025-08-04]. （原始内容存档于2025-03-17） （日语）.
43. ↑  . 毎日新聞.   [2025-08-04]. （原始内容存档于2021-03-05） （日语）.
44. ↑  . 長崎新聞社. 2019-08-08  [2025-08-04] （日语）.
45. ↑  .   [2025-07-26].
46. ↑  .   [2025-07-26].
47. ↑  . 2019-03-25  [2025-08-04]. （原始内容存档于2025-06-18） （日语）.

### 文獻
- Nagasaki City Tourism Guide — Urakami Cathedral （页面存档备份，存于）
- Atomic bombed Maria of Urakami （页面存档备份，存于）
- Ave Maria for the Bombed Virgin of Nagasaki by Erika Colon

## 外部鏈結
- 浦上天主堂官方網站 （页面存档备份，存于）
- Nagasaki City Tourism Guide — Urakami Cathedral （页面存档备份，存于）
- Atomic bombed Maria of Urakami （页面存档备份，存于）
- Ave Maria for the Bombed Virgin of Nagasaki by Erika Colon
- 2013 feature film on the life of Takashi Nagai and the atom bombing of Nagasaki （页面存档备份，存于）